# Sageraea elliptica
Săng mây (danh pháp khoa học: Sageraea elliptica) là loài thực vật có hoa thuộc họ Na. Loài này được Alphonse Louis Pierre Pyrame de Candolle miêu tả khoa học đầu tiên năm 1832 dưới danh pháp Uvaria elliptica. Năm 1855 Joseph Dalton Hooker và Thomas Thomson chuyển nó sang chi Sageraea.

## Phân bố
Loài này có ở Quần đảo Andaman, Campuchia, Malaysia bán đảo, Myanmar, Việt Nam.